# Дмитренко, Ирина Алексеевна
Ирина Алексеевна Дмитренко (род. 27 мая 1967 года, Москва) — российская художница, издатель рукописных книг (в том числе миниатюрных и малоформатных).

## Биография
Окончила Московский технологический институт по специальности «декоративно-прикладное искусство». Является членом Творческого союза художников России, Международного художественного фонда, Творческого союза профессиональных художников (секция «Рукописная книга»), Творческого объединения «Авторская рукописная книга», Союза литераторов России (секция «Авторская рукописная книга»), член Национального союза библиофилов (с 2013 года). С 2001 года — автор и издатель рукописных книг. В этом году выпустила свои первые миниатюрные книги: «Русалочка» Андерсена, «Мысли и афоризмы» Козьмы Пруткова, «Пушкинская Москва». Годом позже вышли «Осколки московской жизни» А. П. Чехова.В 2002 году сделала семь экземпляров рукописной миниатюрной книги «Лехаим. Из еврейской народной поэзии». В дальнейшем "художница создала миниатюрный комплект в семи книгах «Хасидские притчи» еврейского философа и религиозного мыслителя Мартина Бубера тиражом в три рукописных экземпляра. Один из них хранится в московском Доме еврейской книги. В 2004 году издательством «Параллели» в серии «Еврейская детская литература и искусство» была выпущена книга Овсея Дриза «Хеломские мудрецы» в переводах Генриха Сапгира. Тексты сопровождались акварельными работами Ирины Дмитренко. Как говорит сама художница: «Иллюстрации к этой замечательной книге я придумывала, вспоминая детство — то волшебное время, когда во все веришь и знаешь, что все сбудется и чудо обязательно произойдёт… Человечки, живущие на этих страницах, смеются, огорчаются, попадают в самые нелепые ситуации. Мне хотелось изобразить их забавными и добрыми. Такими, как старый добрый Хелом».
Отдельного внимания заслуживают иллюстрации художницы к книгам русских писателей и поэтов Серебряного века, среди которых сборник поэзии Анны Ахматовой (2009), серия миниатюр к 12-ти страничной книжке (размером 205 на 295 мм) Марины Цветаевой «Домики старой Москвы» (2012), стихотворению И. А. Бунина «Белели стужей облака» (2020) и его же рассказу «Мадрид» (2020), а также акварели к повести Сергея Эфрона «Детство» (2016).
Автор иллюстраций к книге М. В. Сеславинского «Частное пионерское» (2008).

## Выставки
Персональные выставки проходили в библиотеках Москвы, в Еврейском культурном центре, в Лейпциге, Лондоне, Нью-Йорке и др.

## Работы библиофильской тематики[7]
— Эмблемы клуба «Библиофильский улей» и Национального союза библиофилов
— Работы к тематическим заседаниям клуба «Библиофильский улей»;
— Заставки, обложки, рисунки к изданиям: «Новогоднее ожерелье. Библиофильские находки 2012 года» (М., 2012); «К 200-летию со дня рождения И. А. Гончарова (1812—1891)» (М., 2012); «Новогодний винегрет. Книжные находки 2013 года» (М., 2013); «Вестник библиофила» (№ 2. М., 2014); «Библиофильские анекдоты» (М., 2013)

## Иллюстрации к книге "Российские библиофилы"

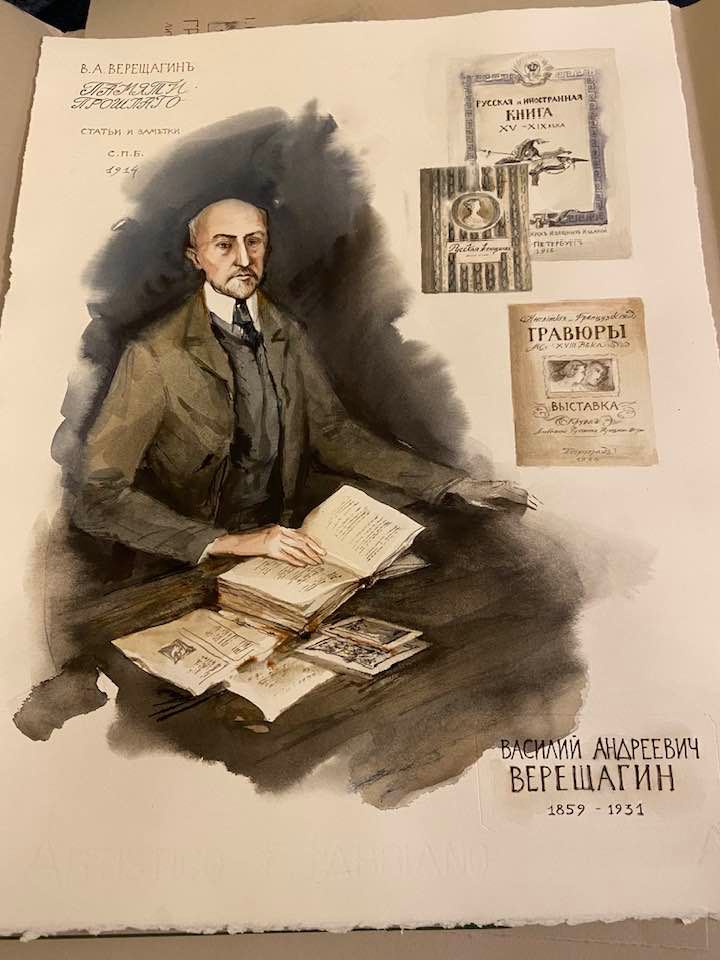
"Памяти Прошлаго". Статьи и заметки
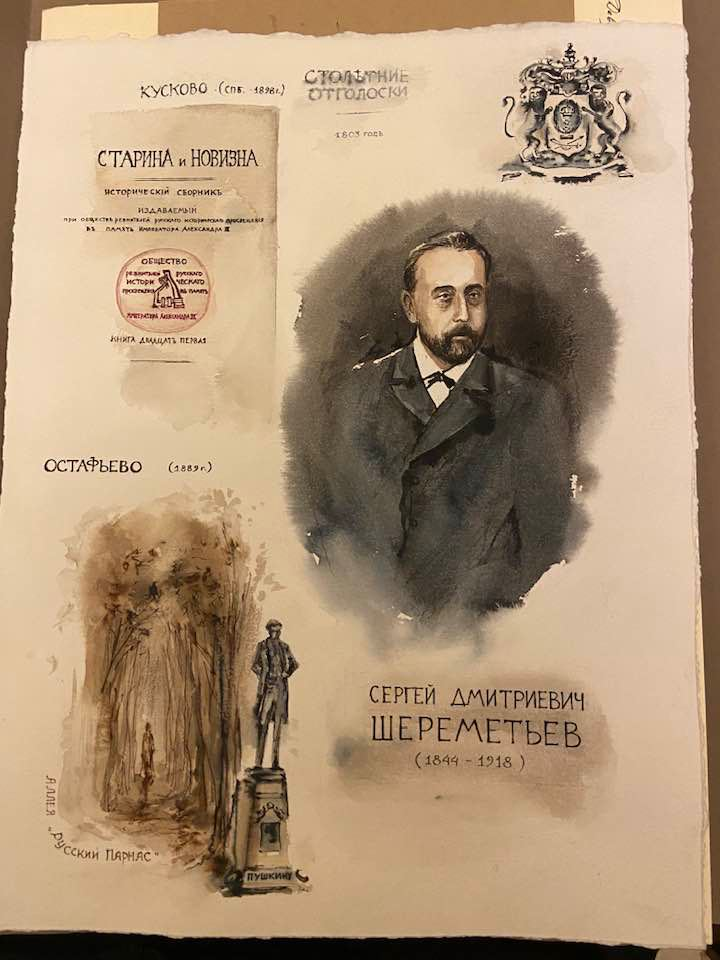
"Старина и Новизна"
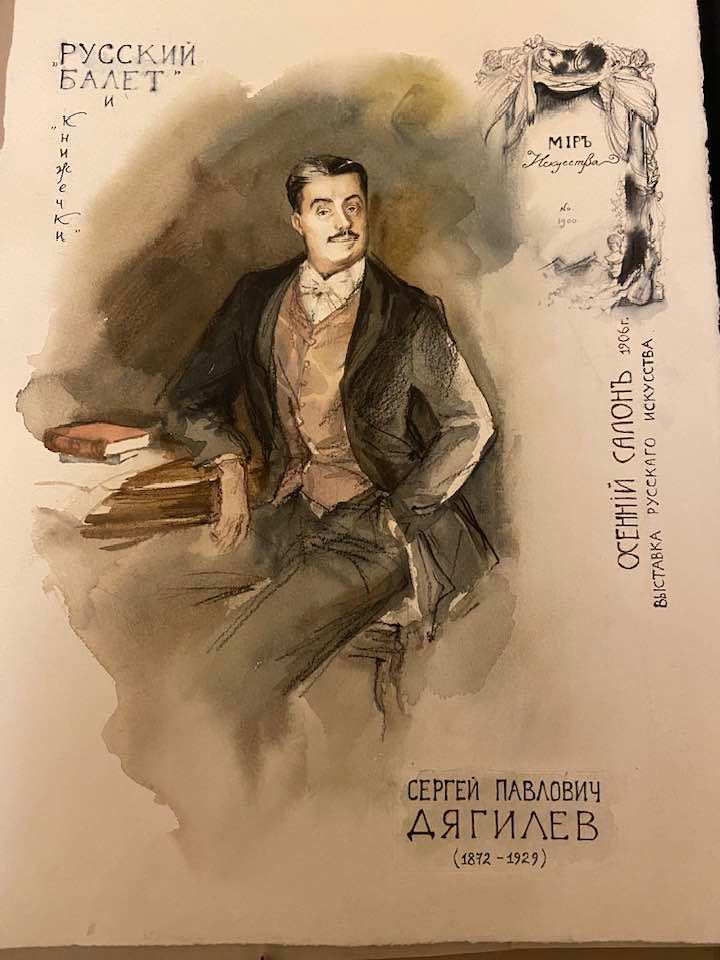
"Русский Балет"
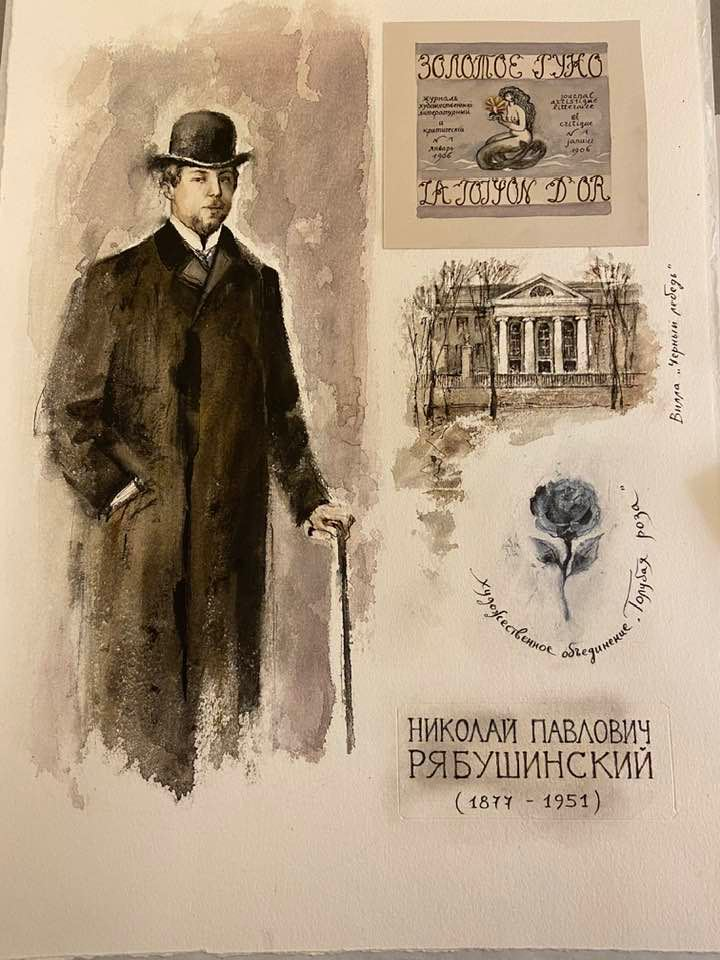
Русский меценат, издатель